# Паризькі угоди (1991)
Пари́зькі ми́рні угоди — низка міжнародних угод, спрямованих на мирне врегулювання кампучійсько-в'єтнамського конфлікту. 
Угоди було підписано 23 жовтня 1991 владою Держави Камбоджа (пров'єтнамський режим Генг Самріна—Гун Сена) з одного боку й основними представниками камбоджійської опозиції — Партії Демократичної Кампучії (ПДК, червоні кхмери Пол Пота), ФУНСІНПЕК (монархісти Нородом Сіанука), Національного фронту визволення кхмерського народу (KPNLF, націонал-ліберали Сон Санна) - з іншого.
День підписання Паризьких угод — 23 жовтня, — від 2012 року є державним святом у Камбоджі.

## Країни, що підписали угоди
| - Австралія - Бруней - Велика Британія - В'єтнам - Канада - КНР - Індія - Індонезія - Лаос | - Малайзія - Сінгапур - СРСР - США - Таїланд - Філіппіни - Франція - Югославія - Японія |